# بخش جامنگر
بخش جامنگر (به انگلیسی: Jamnagar district) یکی از بخش‌های هند است که در گجرات واقع شده‌است. منطقه جامنگر ۲٬۱۵۹٬۱۳۰ نفر جمعیت دارد.